# Армейский комиссар 1-го ранга
Арме́йский комисса́р 1-го ра́нга — высшее воинское звание военно-политического состава Красной Армии и Военно-морском флоте СССР.  Равных ему званий в прочих категориях начальствующего состава не существовало. В командном составе до 7 мая 1940 года соответствовало общевойсковому званию командарма 1-го ранга и флотскому званию флагман флота 1-го ранга. После введения генеральских и адмиральских званий указом Президиума Верховного совета СССР от 7 мая 1940 года «Об установлении воинских званий высшего командного состава Красной Армии» точного соответствия общевойсковому и флотскому званиям высшего командного состава установлено не было.
Предшествующее воинское звание — армейский комиссар 2-го ранга.

## История
Введено Постановлением ЦИК СССР и СНК СССР от 22.09.1935 года «О введении персональных военных званий начальствующего состава РККА» взамен всех прежних званий политсостава служебной категории К-14 (комиссар округа, комиссар фронта и равные им), изначально предназначавшееся для начальников Главного политического управления (Управления политической пропаганды) РККА.
9 октября 1942 года Указом Президиума Верховного Совета СССР «Об установлении полного единоначалия и упразднении института военных комиссаров в Красной Армии» институт комиссаров был заменён институтом заместителей командиров по политический части (замполитов). Вместе с тем специальные воинские звания были упразднены, имевшим их военнослужащим присвоены соответствующие общевойсковые звания. Обычно полагают, что воинское звание армейского комиссара 1-го ранга соответствовало званию генерал армии, но при переаттестации единственный на то время армейский комиссар 1-го ранга Щаденко получил воинское звание генерал-полковник.
Эквивалентные чины
| Род войск                                | Соответствующее звание/должность |
| В командном составе                      | В командном составе |
| ---------------------------------------- | --- |
| Общевойсковое звание                     | Командарм 1-го ранга |
| Народный комиссариат внутренних дел СССР | Комиссар государственной безопасности 1-го ранга, введённое постановлением ЦИК и СНК СССР от 7 октября 1935 года (отменено указом Президиума Верховного Совета СССР от 6.7.1945.) (военнослужащие пограничных и внутренних войск НКВД имели воинские звания, принятые в РККА) |
| Военно-морской флот СССР                 | Флагман флота 1-го ранга |

## Знаки различия
Знаки различия армейского комиссара 1-го ранга в армии такие же, как у командарма 1-го ранга — отличаясь только окантовкой петлиц, вместо командирской золотистой — чёрная, как у остальных политработников, а также у младшего комсостава и красноармейцев, и имели четыре ромба в петлицах и звезду.
Для военно-политического состава РККА вместо нарукавных шевронов полагались красные звёзды несколько затуплённой формы и диаметром 5,5 см, окантованные красным шёлком шириной 3 мм, с золотыми серпом и молотом внутри (для армейских комиссаров 1-го ранга — золотые звёзды без серпа и молота, той же формы и диаметра, что и нарукавные звёзды командармов 1-го ранга).
Во флоте петлицы отсутствовали вместо них использовались галуны. Их расцветки, а также просветов на нарукавных знаках различия были установлены Постановлением СНК СССР от 2 декабря 1935 г. № 2591. Цвет галунов и звёзд над ними был жёлтый (золотистый), а просветы (выпушки) между галунами были красного цвета. У армейского комиссара 1-го ранга ВМФ над галуном с четырьмя просветами была размещена одна красная пятиконечная звезда.

## Персоналии

### 1935 год
Постановлением ЦИК СССР и СНК СССР от 20.11.1935 «Об утверждении лиц высшего командного и начальствующего состава РККА в военных званиях» утверждён в военном звании:
- Гамарник, Ян Борисович (1894—1937) — первый заместитель народного комиссара обороны СССР и начальник Главного политического управления РККА, застрелился в предчувствии ареста.

### 1937 год
30.12.1937
- Смирнов, Пётр Александрович (1897—1939) — нарком Военно-морского флота СССР. Расстрелян 23.02.1939. Реабилитирован в 1956 году.

### 1939 год
Постановлением СНК СССР № 176 от 08.02.1939
- Мехлис, Лев Захарович (1889—1953) — начальник Главного политического управления РККА, 4 июня 1942 года понижен в звании до корпусного комиссара, из которого постановлением СНК от 6 декабря 1942 года переаттестован в генерал-лейтенанты.
- Щаденко, Ефим Афанасьевич (1885—1951) — начальник Управления по командному и начальствующему составу РККА, постановлением СНК от 6 декабря 1942 года переаттестован в генерал-полковники.

### 1941 год
22.02.1941
- Запорожец, Александр Иванович (1899—1959) — начальник Главного политического управления РККА, 8 октября 1942 года понижен в звании до корпусного комиссара, из которого постановлением СНК от 6 декабря 1942 года переаттестован в генерал-лейтенанты.